# I Feel You
«I Feel You» (в переводе с англ. — «Я чувствую тебя») — песня британской группы Depeche Mode, первый сингл из их восьмого студийного альбома Songs of Faith and Devotion, 27-й в дискографии группы. Вышел 15 февраля 1993 года. Песня достигала восьмой строчки в UK Singles Chart, также занимала в американских чартах Modern Rock Tracks и Hot Dance Music/Club Play первую и третью строчки соответственно. Это были самые высокие показатели среди синглов группы в чартах.

## О песне
Эта песня является одной из наиболее ро́ковых в репертуаре Depeche Mode, так как в ней используется такое количество неэлектронных инструментов, какое не использовалось никогда раньше. Алан Уайлдер играет на барабанах, Мартин Гор — на гитаре, при этом электронные звуки присутствуют главным образом только вначале, в скрипящем вступлении. «I Feel You» имеет размер такта 6/8. Версия песни на релизе 7" такая же, как в альбоме. Версия «Throb Mix» содержит неполный текст. Фрагмент версии «Swamp Mix» присутствует в альбоме Songs of Faith and Devotion в качестве интерлюдии между треками «Get Right With Me» и «Rush», также это использовалось как интро при исполнении «I Feel You» на протяжении всех концертов, но с 2009 года концертное интро звучит в различных измененных вариациях.
На обложке сингла изображены четыре символа-фигурки, каждый из которых соответствует одному участнику группы. Чтобы определить, какой символ какому участнику соответствует, нужно посмотреть на числа, расположенные на каждой из фигурок. Это даты рождения участников. Кроме того, на обложке альбома Songs of Faith and Devotion соответствующими символами перекрываются фотографические изображения участников. Таким образом, в левом верхнем углу изображён Алан Уайлдер, в правом верхнем — Дейв Гаан, в правом нижнем — Энди Флетчер, и в левом нижнем — Мартин Гор.
Сторону «Б» занимает «One Caress» — песня из Songs of Faith and Devotion с вокалом Мартина Гора. В США, Sire/Reprise выпустили «One Caress» в качестве промосингла. Одна версия промо содержит оригинальную версию песни, в то время как другая — «живую» версию из Songs of Faith and Devotion Live. Ремиксов на эту песню не существует.
Песня появляется в одной из сцен турецко-германского фильма 2004 года «Головой о стену».

## Музыкальное видео
Видеоклип на «I Feel You» снял режиссёр Антон Корбейн. Женщина в клипе — британская актриса Лизетт Энтони. 2 сентября 1993 года клип «I Feel You» был номинирован на премию MTV Video Music Awards.
Существует также музыкальное видео на «One Caress», снятое режиссёром Кевином Керслейком в США во время одного из выходных дней Devotional Tour. Этот промоклип впоследствии был издан на бонусном диске переиздания видеосборника The Videos 86>98. Ещё до того, как быть включенным в The Videos 86>98, клип «One Caress» часто показывался в видеоблоке альтернативного рока 120 Minutes на MTV, а также на канале Sky1.

## Списки композиций
| №  | Название     | Длительность |
| -- | ------------ | ------------ |
| 1. | «I Feel You» | 4:34         |
| 2. | «One Caress» | 3:30         |

| №  | Название                   | Длительность |
| -- | -------------------------- | ------------ |
| 1. | «I Feel You» (Throb Mix)   | 6:47         |
| 2. | «I Feel You»               | 4:34         |
| 3. | «I Feel You» (Babylon Mix) | 7:53         |
| 4. | «One Caress»               | 3:30         |

| №  | Название                                | Длительность |
| -- | --------------------------------------- | ------------ |
| 1. | «I Feel You» (Life’s Too Short Mix)     | 8:35         |
| 2. | «I Feel You» (Swamp Mix)                | 7:28         |
| 3. | «I Feel You» (Afghan Surgery Mix)       | 4:58         |
| 4. | «I Feel You» (Helmet at the Helmet Mix) | 6:41         |

| №  | Название                   | Длительность |
| -- | -------------------------- | ------------ |
| 1. | «I Feel You»               | 4:34         |
| 2. | «One Caress»               | 3:30         |
| 3. | «I Feel You» (Throb Mix)   | 6:47         |
| 4. | «I Feel You» (Babylon Mix) | 7:53         |

| №  | Название                              | Длительность |
| -- | ------------------------------------- | ------------ |
| 1. | «I Feel You»                          | 4:34         |
| 2. | «One Caress»                          | 3:30         |
| 3. | «I Feel You» (Throb Mix)              | 6:47         |
| 4. | «I Feel You» (Babylon Mix)            | 7:53         |
| 5. | «I Feel You» (Life’s Too Short Mix)   | 8:35         |
| 6. | «I Feel You» (Swamp Mix)              | 7:28         |
| 7. | «I Feel You» (Afghan Surgery Mix)     | 4:58         |
| 8. | «I Feel You» (Helmet at the Helm Mix) | 6:41         |

| №  | Название                     | Длительность |
| -- | ---------------------------- | ------------ |
| 1. | «I Feel You» (Single Mix)    | 4:35         |
| 2. | «One Caress» (Album Version) | 3:31         |

| №  | Название                              | Длительность |
| -- | ------------------------------------- | ------------ |
| 1. | «I Feel You» (Babylon Mix)            | 7:53         |
| 2. | «I Feel You» (Helmet at the Helm Mix) | 6:40         |
| 3. | «I Feel You» (Afghan Surgery Mix)     | 4:58         |
| 4. | «One Caress» (Album Version)          | 3:32         |
| 5. | «I Feel You» (Life’s Too Short Mix)   | 8:35         |
| 6. | «I Feel You» (Swamp Mix)              | 7:28         |
| 7. | «I Feel You» (Throb Mix)              | 6:49         |

| №  | Название                              | Длительность |
| -- | ------------------------------------- | ------------ |
| 1. | «I Feel You» (Helmet at the Helm Mix) | 6:40         |
| 2. | «I Feel You» (Afghan Surgery Mix)     | 4:58         |
| 3. | «I Feel You» (Throb Mix)              | 6:49         |
| 4. | «I Feel You» (Babylon Mix)            | 7:53         |
| 5. | «I Feel You» (Life’s Too Short Mix)   | 8:35         |

| №  | Название                  | Длительность |
| -- | ------------------------- | ------------ |
| 1. | «I Feel You» (Single Mix) | 4:35         |

| №  | Название                  | Длительность |
| -- | ------------------------- | ------------ |
| 1. | «I Feel You» (Intro Edit) | 4:27         |

| Чарт (1993)                        | Позиция |
| ---------------------------------- | ------- |
| Австралия (ARIA)                   | 37      |
| Австрия (Ö3 Austria Top 40)        | 7       |
| Бельгия/Фландрия (Ultratop 50)     | 21      |
| RPM Top Singles                    | 31      |
| Suomen virallinen lista            | 1       |
| Франция (SNEP)                     | 5       |
| Германия (GfK)                     | 4       |
| IRMA                               | 6       |
| FIMI                               | 4       |
| Нидерланды (Dutch Top 40)          | 39      |
| Новая Зеландия (Recorded Music NZ) | 29      |
| AFYVE                              | 1       |
| Швеция (Sverigetopplistan)         | 2       |
| Швейцария (Schweizer Hitparade)    | 4       |
| Official Charts Company            | 8       |
| Billboard Hot 100                  | 37      |
| Billboard Hot Dance Club Play      | 3       |
| Billboard Modern Rock Tracks       | 1       |

| Страна     | Сертификация |
| ---------- | ------------ |
| США (RIAA) | Золотой      |

## Кавер-версии
- Испанская группа OBK сделала кавер-версию, используя стихи из «I Feel You» и музыку из «Personal Jesus».
- Placebo включили кавер-версию этой песни в бонусный диск специального издания своего четвёртого студийного альбома Sleeping with Ghosts.
- Кавер-версия «I Feel You» присутствует на сборнике кавер-версий Future of the Past польской дэт-метал-группы Vader. Название песни было сокращено до «I.F.Y», текст песни также подвергся изменениям. До этого, кавер-версия (без изменения оригинального названия песни) появилась в качестве бонус-трека в их студийном альбоме 1995 года De Profundis.
- Швейцарская индастриал-метал-группа Samael выпустила кавер-версию песни на своём сингле 2004 года «On Earth»[25].
- Кавер-версия этой песни присутствует в качестве скрытого трека в альбоме Cuentos Decapitados аргентинской рок-группы Catupecu Machu.
- Disciple разместили кавер-версию в специальном издании своего альбома Disciple.
- Apollo 440 также записали кавер-версию песни для трибьют-альбома For the Masses.